# Corynoptera angusta
Corynoptera angusta är en tvåvingeart som beskrevs av Menzel 2005. Corynoptera angusta ingår i släktet Corynoptera och familjen sorgmyggor. Inga underarter finns listade i Catalogue of Life.